# Sicinnos
Sicinnos (grec Σίκιν(ν)ος) est un esclave perse au service du stratège athénien Thémistocle comme pédagogue de ses enfants et qui joua un rôle dans la bataille de Salamine (-480), lors de la deuxième guerre médique.

## Rôle à Salamine
Thémistocle l’envoya en bateau auprès de Xerxès à l’aube du 19 septembre 480 av. J.-C. pour attirer le roi perse dans un piège. Il se présenta comme envoyé par Thémistocle, supposément pro-Perse, et porteur d’informations importantes.
Il eut probablement affaire à un officier supérieur perse et non à Xerxès lui-même. Il lui confia que les Grecs étaient dans un grand désarroi et entendaient éviter l’affrontement maritime promis au lendemain, en fuyant pendant la nuit par l’ouest de la passe de Salamine. L’idée n’avait rien d’improbable, puisque la flotte grecque était en infériorité numérique et que les Spartiates, comme Eurybiade, voulaient fuir.
Xerxès plaça donc une partie de sa flotte, à savoir ses Égyptiens, qui étaient de bons marins, à l’ouest de Salamine, pour empêcher la fuite supposée des Athéniens. La flotte perse, moins nombreuses grâce à cette manœuvre, fut battue à Salamine sans que les Égyptiens puissent participer au combat. Les Perses furent repoussés par voie de mer jusqu'à l’île d'Andros.

## Rôle en mer Égée
Les Grecs étaient d’avis de ne pas poursuivre au-delà d’Andros les Perses, qui autrement pourraient se battre avec l’énergie du désespoir. C’est ici que serait réintervenu Sicinnos, de nouveau dépêché le 23 septembre auprès de Xerxès par Thémistocle. Il lui dit que si les Grecs ne les poursuivaient pas, c’était à l’instigation de Thémistocle, toujours partisan de les ménager. Les Perses, ayant peur de voir détruire les ponts de bateaux basés au Bosphore et leurs arrières ainsi compromis, ne s’attardèrent pas en mer Égée, battant en retraite sans demander leur reste après l’échec cuisant de Salamine.
Ce doublon paraît peu vraisemblable sous cette forme. On peut imaginer en revanche que Sicinnos, resté conseiller Xerxès malgré le peu de fiabilité de sa première information, gardait en secret contact avec les Grecs, qui lui confièrent une seconde mission d’intoxication.
Sa double mission de désinformation remplie, Sicinnos fut richement récompensé par Thémistocle et élevé au rang de citoyen de la cité de Thespies.
Certains ont voulu faire de ce Sicinnos le même que ce barbare – peut-être Crétois – qu’Athénée donne pour inventeur d’une danse, la « Sicinnis » (σίκιννις) d’usage dans le drame satyrique et dont les danseurs sont appelés « Sicinnistes » (Σικιννισταί). Mais le rapprochement est hautement improbable. Lucien fait pour sa part de la danse une invention d’un satyre.